# Caldecote (Hertfordshire)
Caldecote is een civil parish in het Engelse graafschap Hertfordshire.